# Palindrom
Palindrom (gr. παλίνδρομος, palindromos – biegnący na powrót, palindromeo – biegnę z powrotem) – wyrażenie brzmiące tak samo czytane od lewej do prawej i od prawej do lewej. Przykładem palindromu jest: Kobyła ma mały bok. Współcześnie palindromy pełnią funkcję gry słownej. Prawdopodobnie tak było również i w przeszłości, choć pewne znaleziska sugerują, że palindromy mogły też mieć znaczenie magiczne.
Przykładowe wyrazy będące palindromami: Abba, Ada, Aga, Ala, anilina, Anna, Ałła, apokopa, Ara, Aviva, Axa, Bob, bób, Elle, gag, inni, łajał, łapał, łamał, łatał, kajak, kok, Malajalam, macam, mełłem, Natan, Noyon, Olo, oko, Otto, owocowo, PKP, Pop, potop, Qaanaaq, radar, rotor, sedes, senes, sos, towot, Xanax, Xotox, zakaz, zaraz, zez.

## Historia palindromu
Dzieje palindromu sięgają starożytności. Być może powstał jako zabawa słowna, a może od razu niektóre z palindromów miały być czymś w rodzaju szyfru, może zaklęcia. Współcześnie palindrom to przede wszystkim rozrywka umysłowa i żart słowny, który bawi głównie kontrastem między idealną dokładnością w postaci symetrii a chaosem często bezsensownych zwrotów i zdań, które powstają przy jego konstruowaniu.

### Biblia
Niektórzy anglikanie twierdzą, że pierwsze słowa wypowiedziane przez człowieka były palindromem. Adam przywitał Ewę w Raju, mówiąc: Ave Eva
Madam, I’m Adam (Pani, jestem Adam lub Madam jam Adam).
lub Madam in Eden, I’m Adam (Pani w raju, jestem Adam).

### Starożytny Egipt
Tradycja mówi, że wynalazcą palindromów był Sotades (III w. p.n.e.) z Maronei, twórca poezji frywolnej na dworze Ptolemeusza II. Podobno jego twórczość nie przyniosła mu szczęścia – Ptolemeusz II miał kazać go stracić przez wrzucenie do morza, jakoby za wers, w którym Sotades go obraził.

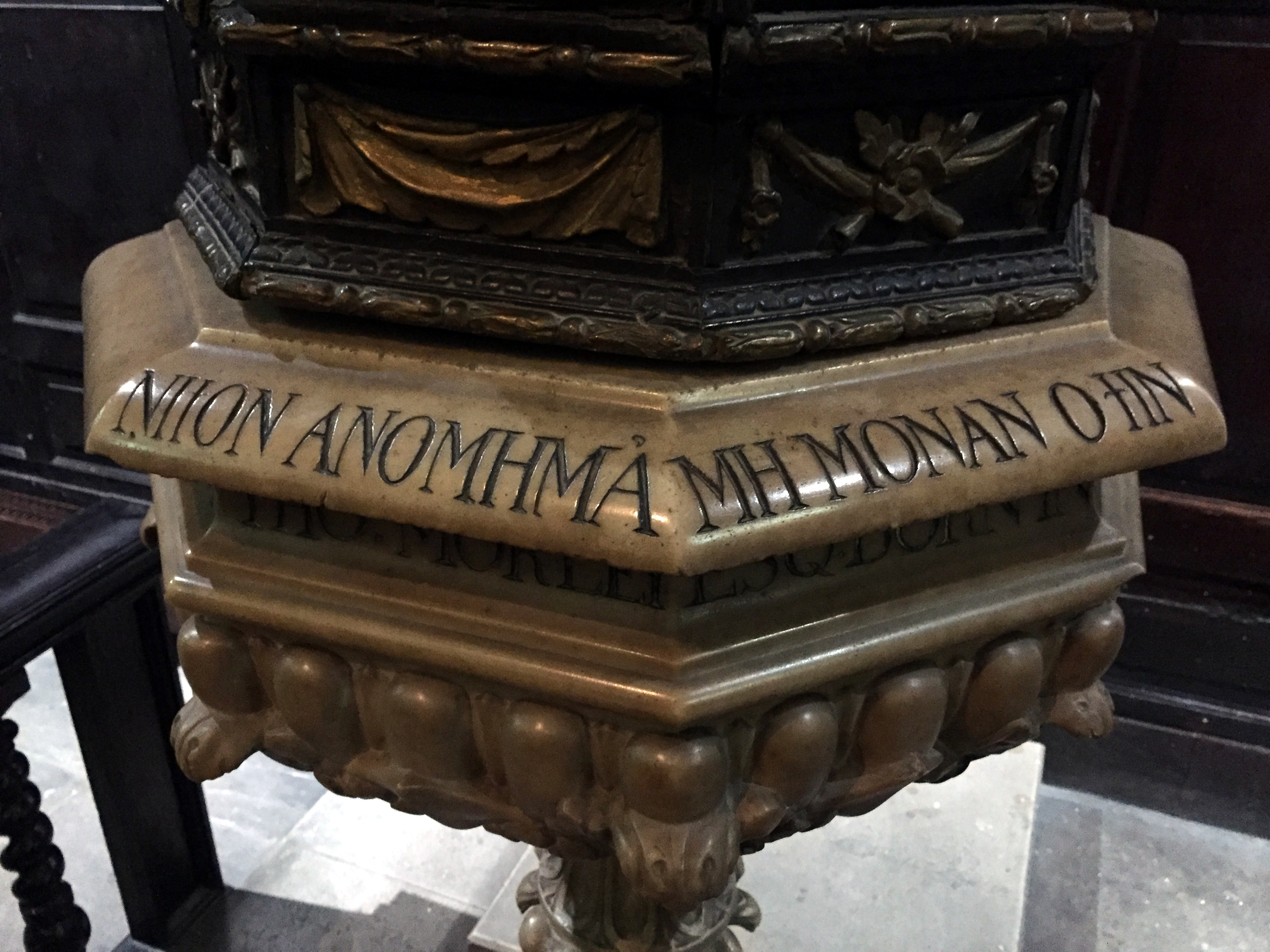

### Starożytna Grecja i Rzym
Do najbardziej znanych palindromów starożytnych należy inskrypcja umieszczana na greckich fontannach: Nipson anomemata me monan opsin (ΝΙΨΟΝ ΑΝΟΜEΜΑΤΑ ΜE ΜΟΝΑΝ ΟΨΙΝ – Zmyj grzechy, nie tylko twarz; Ψ w polskiej transkrypcji pisze się „ps”). Rzymianie także bawili się palindromami. Tworzyli tasiemcowe zdania w rodzaju: In girum imus nocte et consumimur igni (Wchodzimy w krąg po ciemku i trawi nas ogień). Jednym z palindromów z czasów antycznych jest kwadrat magiczny z murów w Pompejach i rzymskiego muru w Cirencester w Anglii. Jeszcze w XIX wieku ryto go na amuletach i wisiorkach mających przynieść szczęście. Do osób zajmujących się palindromem z Pompejów należał Felix Grosser – niemiecki duchowny z Chemnitz. W 1926 roku w artykule Ein neuer Vorschlag zur Deutung der Sator-Formel przedstawił jedną z najbardziej znanych interpretacji kwadratu palindromicznego z Pompejów, będącego rodzajem kwadratu magicznego.

### Czasy chrześcijańskie
Za czasów pierwszych chrześcijan kwadrat z Pompei mógł pełnić funkcje rozpoznawczą, podobnie jak znak i grecka nazwa ryby, która jednak wykorzystywała inną formę szyfru literowego, była bowiem akrostychem. Palindrom (jego najprostsze tłumaczenie brzmi: „siewca Arepo trzyma koła z dużym zaangażowaniem”) ma dwie osie symetrii, stanowione przez skrzyżowane słowa TENET. To sprawia, że według niektórych interpretacji palindrom ten jest pochodzenia chrześcijańskiego. Z drugiej strony podobno znaleziono tę inskrypcję również w Egipcie, Etiopii i obszarach dawnej Mezopotamii.
W 1925 roku Felix Grosser i Sigurd Agrell odkryli (niezależnie), że 25 liter kwadratu tworzy 2 wyrażenia „PATER NOSTER” oraz 2 symbole alfa (A) i 2 symbole omega (O), które dla wczesnych chrześcijan oznaczały odpowiednio „początek” i „koniec”.
Figurę taką można do dziś zobaczyć na posadzce w niektórych kościołach Włoch.
Palindrom ten doczekał się zresztą wielu innych prób interpretacji; niektóre z nich odzwierciedlały chęć znalezienia w nim magii.

## Palindromy w różnych językach

### Angielski
- Do geese see God? – Czy gęsi widzą Boga?
- Devil lived. – Diabeł żył.
- Race fast, safe car. – Ścigaj się (pędź) szybko, bezpieczny samochodzie.
- Was it a cat I saw? – Czy to, co widziałem, było kotem?
- Able was I ere I saw Elba. – Palindrom przypisywany Napoleonowi, wypowiedzieć miał go na widok rzeki Elby.
- Rats live on no evil star. – Szczury nie żyją na żadnej złej gwieździe.
- A man a plan a Canal Panama (inskrypcja zamieszczona na nagrobku inżyniera kierującego budową Kanału Panamskiego, Ferdynanda de Lessepsa).
- A Toyota! Race fast... safe car: a Toyota – Toyota! Ścigaj się szybko... bezpieczne auto: Toyota
- Dammit, I'm mad. – Kurczę, jestem zły.

### Chiński (Mandaryński)
- 我爱妈妈，妈妈爱我。 – Ja kocham mamę, mama mnie kocha. (czyt: Wǒ ài māma, māma ài wŏ.)

### Chorwacki
- Ana voli Milovana. – Anna kocha Milovana.
- Idu ludi. – Idą szaleni.
- Perica reže raci rep. – Perica przecina ogon kraba.

### Czeski
- Jáva horko má, mokro Havaj. – Na Jawie gorąco, na Hawajach mokro.
- Drápe gepard? – Drapie gepard?
- Motýla má malý Tom. – Motyla ma mały Tom.
- Jelenovi pivo nelej – Nie nalewaj piwa jeleniowi.
- Jedu kýbl býku dej! – Daj wiadro bykowi!
- Míč omočím. – Zanurzam piłkę.
- Míč otočím. – Obracam piłkę.

### Duński
- Skal Eva have laks? – Czy Ewa zje łososia?

### Esperanto
- Ne mateno, bone tamen? – Nie ranek, ale jednak dobrze?

### Fiński
- Ana, kanna kana. – Ana, przynieś kurczaka.
- Aivot avaavat ovia. – Mózgi otwierają drzwi.

### Francuski
- Bon sport, trop snob. – Dobry sport i zbyt snobistyczny.
- Ève rêve. – Ewa marzy.
- Karine alla en Irak. – Karine wyjedzie do Iraku.
- Mon nom – Moje imię.

### Hiszpański
- Ana lleva avellana. – Ana niesie orzech laskowy.
- Dábale arroz a la zorra el abad. – Dawał ryż lisicy opat.
- Ligar es ser ágil. – Flirtować znaczy być zwinnym.
- O rey, o joyero. – Albo król, albo jubiler.

### Kataloński
- Català, a l’atac! – Atakuj, Katalończyku!

### Łaciński
- Sum summus mus. – Jestem największą myszą.
- Si nummi immunis. – Jeśli masz pieniądze, będziesz wolny (napis na drzwiach kancelarii adwokackiej).

### Niemiecki
- Ein Esel lese nie. – Osioł nigdy nie czyta.
- Sei fein, nie fies. – Bądź w porządku, nie bądź niegrzeczny.

### Norweski
- Anne var i Ravenna. – Anna była w Rawennie.

### Oksytański
- Roma, lo còr nud d’un ròc o l’amor. – Rzym, gołe skalisty serce albo miłość.

### Polski
- A do siły pył i soda.
- A krowa, paw, orka?
- A lew chce bebech cwela?
- A Noel musiał wapno zawalać? Ala, wazon Pawła i sum Leona.
- A pękata ta kępa?
- A to idiota.
- A to Kamela, ale ma kota.
- A to kanały? Wiki wyła na kota.
- A to kanapa pana Kota.
- A kto kota ma to kotka.
- A to kanonadę dano na kota.
- A to kawa kota.
- A to kawony sama da Ada? Ma synowa kota.
- A to kilo gazu! Muza goli kota?
- A to kit! Elf ma pamflet i kota!
- A to kiwi zdziwi kota.
- A to klei Popiel kota.
- A to kurdupel! Ile pudru kota?
- A tu mamy mamuta.
- A wart wór kota? To krów trawa!
- A warta kosy wysoka trawa?
- Ada baluje – Jula bada.
- Ada baniak Kaina bada.
- Ada bez Rubika maki, burze bada.
- Ada biada i bada.
- Ada bilon Oli bada.
- Ada blada nadal bada.
- Ada blada nici nadal bada.
- Ada bladą dal bada.
- Ada blask sal bada.
- Ada braw gwar bada.
- Ada butelki, pikle tu bada.
- Ada bzy zbada.
- Ada goła im śmiało gada!
- Ada i szara baba raz siada.
- Ada i w oplu żaba! – żul powiada.
- Ada jaja jada.
- Ada jodu dojada.
- Ada pod Noe leży. Ryby ryże Leon dopada.
- Ada, baca bada.
- Ada, bagaż Aga bada.
- Ada, błota matoł bada.
- Ada, boiska Maksio bada?
- Ada, braci car bada.
- Ada, brata Tatar bada.
- Ada, był to kot? Kto kotły bada?
- Ada, gmina za nim gada.
- Ada, gwóźdź ów gada.
- Ada, ino melisa Jana! Jasi lemoniada!
- Ada, jawor krowa jada.
- Ada, pan Elefant na Fele napada.
- Ada, pan mi z zimna pada.
- Ada, pan napada, panna pada.
- Ada, pan napada.
- Ada, pan otyły to napada?
- Ada, panterka – kret napada.
- Ada, panna pocałowana, woła: co pan napada.
- Ada, pluton otul – pada!
- Ada, podłe wagi Gaweł dopada!
- Ada, praca – a car pada.
- Ado, prof. Sofa fosfor poda.
- Ado, pyta bandzior komu mokro? I z dna baty poda?
- Ado, tu Amor bobrom auto da?
- Ado, wielebny syn bele Iwo da.
- Akta generała dała renegatka.
- Akta generała ma mała renegatka.
- Akta ma matka.
- Akta ma w teczce twa matka.
- Ala bobo obala.
- Alu, becz – cebula!
- Ani worka trawy warta krowina.
- Ano Renaty pokuta. A tu kopyta Nerona.
- Atak kata.
- Ech, chce i co piąty z Zytą. I pociech chce.
- Ej, Ela ma sporysz! Syrop sama leje.
- Ej, Ela, popsuty tir! I Tytus popa leje!
- Ej, to im koguta da Ada? Tu go kmiot je!
- Ej, zaraza zaraz je.
- Ej, żyrafa ryż je.
- Elf układał kufle.
- Elu, becz – cebule!
- Elu, moneta Odo! Do Aten omule!
- I car ma kiwi, kamraci!
- I co idioci?
- I kobyłkom mokły boki.
- I mała dama sama dała mi.
- Igor łamał rogi.
- Ikar bada braki.
- Ikar jadaj raki!
- Ikar łapał raki.
- Ile Roman ładny dyndał na moreli?
- Ile Romanowi dała za ład Iwona moreli?
- Ilu beczy z cebuli?
- Ilu okrywa wyrko Uli?
- Ino gile Roman na moreli goni.
- Jego tato idiota, to gej.
- Jem sód od ósmej.
- Jutro ksenon eskortuj.
- Kamil ślimak.
- Klata za talk!
- Kobyła ma mały bok.
- Kobyła ma za mały bok.
- Kobyły mi myły bok.
- Kuła lala łuk.
- Łapał za kran, a kanarka złapał.
- Mamuta tu mam.
- Ma tarapaty ta para tam.
- Marzena pokazała Zakopane z ram.
- Moc owocom.
- Może jeż łka jak łże jeżom.
- Może jeż łysy łże jeżom.
- Może jeż łże jeżom.
- Może jutro ta dama da tortu jeżom.
- Może jutro ta dama sama da tortu jeżom.
- My to pili po tym.
- O, i natka tu tak tanio!
- O, mam karabin i barak mamo!
- O, ty z Katowic, Iwo? Tak, Zyto.
- Satyra rota to rarytas.
- Soli sama silos.
- Tolo ma samolot.
- To z Aten wnet azot!
- Wół utył i ma miły tułów.
- Zakopane chce na pokaz.
- Zakopane i nie na pokaz.
- Zakopane na pokaz.
- Że też łże jeż? Łże też!

### Rosyjski
- А роза упала на лапу Азора (czyt. A roza upała na łapu Azora). – Róża upadła na łapę Azora.
- Олимп – мило (czyt. Ołimp – miło). – Olimp – to miło.
- На доме чемодан (czyt. Na domie cziemodan) – W domu jest walizka.

### Słowacki
- Kobyla má malý bok. – Kobyła ma mały bok.
- A do vlaku kukal Voda. – Do pociągu zajrzał Voda (nazwisko).
- Jeleňovi pivo nelej! – Jeleniowi piwa nie nalewaj.
- Na potom, Oto pán! – Na potem, Oto panie!
- Táram ako kamarát. – Rozmawiam (wyrażenie slangowe) jak przyjaciel.
- Ak táram ako kamarátka. – Jeśli rozmawiam (wyrażenie slangowe) jak przyjaciólka.
- Raky lámu jamy, no ony majú malý kar. – Raki złamają jamy, no mają małą dziurę.
- Matika má mak i tam. – Matika też ma tam poppera.
- Chorá Marka na Kramároch. – Chora Marka na Kramarach (dzielnica Bratysławy ze szpitalem).
- Ráno kuchár hodí do hrachu konár. – Rano kucharz wrzuci do grochu konar.
- Sedí na fare Rafanides. – Siedzi na farze Rafanides.
- V elipse spí lev. – W elipsie śpi lew.
- Elze je zle. – Elzie jest źle.
- Matej je tam. – Maciej jest tam.
- Lilipután Elo polená tu pílil. – Liliputan Elo polena tu piłował.
- Kúp, oco, puk. – Kup, ojcu, krążek do hokeja.
- Nárok mám, aj ja mám korán. – Roszczenie mam, ja mam też koran.

### Szwedzki
- Ni talar bra latin. – Mówicie dobrze po łacinie.

### Ukraiński
- І що сало? Ласощі (czyt. I szczo sało? Łasoszczi). – A co to jest słonina? To łakocie.
- І мчу кіло бараболі Кучмі (czyt. I mczu kiło baraboli Kuczmi). – I mknę z kilogramem ziemniaków do Kuczmy.
- Три психи пили Пилипихи спирт (czyt. Try psychy pyły Pyłypychy spyrt). – Trzej wariaci pili alkohol Pyłypychy.

### Włoski
- I topi non avevano nipoti. – Myszy nie miały wnucząt.
- Autore ero tua. – Autorze, byłam twoja.

## Polscy autorzy palindromów

### Julian Tuwim
Julian Tuwim (1894–1953) – poeta, pisarz i tłumacz. W książce Pegaz dęba (1950) opisał przykłady gier słownych, m.in. anagramów, palindromów, tautogramów, lipogramów, wierszy obrazkowych i kalamburów. Palindromom poświęcony jest rozdział O pewnej kobyle i o rakach. Znajduje się tam m.in. najstarszy polski palindrom autorstwa ks. Wojciecha Waśniowskiego (XVII w.): „co w onei? Ow pokoy y okop, woien owoc” oraz najbardziej znany, pochodzący z XIX wieku (autor nieznany): „kobyła ma mały bok”. Jest też sześć palindromów autorstwa Tuwima.
Przykłady palindromów:
- „Popija rum As, samuraj i pop.”
- „Muzo, raz daj jad za rozum.”

### Edmund John
Edmund John (1894-1989) – architekt (wykładał na Wydziale Architektury Politechniki Warszawskiej), malarz związany z Kazimierzem nad Wisłą, plakacista, projektant znaczków pocztowych i okładek książek. Autor wielu palindromów, których wybór w postaci książki Palindromy pana Johna wydał w 2006 roku jego syn, Jacek John. Książka zawiera ponad sto palindromów.
Przykłady palindromów:
- „Ada raportuje, że jutro parada.”
- „Ale uda szałowe me! – Woła z sadu Ela.”
- „Ada, panna pocałowana, woła: «co pan napada!»”

### Stanisław Barańczak
Stanisław Barańczak (1946–2014) – poeta, tłumacz, krytyk literacki, wykładał literaturę polską na Uniwersytecie Harvarda w USA. W jego książce Pegaz zdębiał (1995) znajdują się anagramy, palindromy, lipogramy, turystychy i inne zabawy słowami. Książka zawiera rekordową liczbę pangramów (zwanych przez autora alfabetonami) – Stanisław Barańczak ułożył ich aż czternaście. W poświęconym palindromom rozdziale Palindromadery zamieścił on 29 dłuższych palindromów, nazwanych przez niego palindromaderami. Barańczak jest także autorem liczącego ponad 2500 liter megapalindromu rozpoczynającego się od słów „w lasku hulaka”–.
Przykłady palindromów:
- „I lali masoni wydrom w mordy wino, sami lali.”
- „Kobyła ma manny żywo je, żywiej zje i wyżej – o, wyżynna! – ma mały bok.”

Przykład palindromaderu:
- „Ech, czar zadów i żyta: napina pupy trud zbioru jarzyn! Na miody spada popyt – aparat w tarapaty popada, psy doi, manny z raju roi, bzdur typu pani-pan (a tyż i wóda-zraz) chce!”

### Barbara Sudoł
Barbara Sudoł (1944-2014) – polska poetka, pisarka i szaradzistka, autorka wielu książek i opowiadań dla dzieci. Twórczyni cyklu powieściowego dla najmłodszych dzieci o Kogutku Ziutku, opublikowanego przez Wydawnictwo Skrzat. Bajka autorstwa Barbary Sudoł została zamieszczona w „Elementarzu Sześciolatka”. Autorka szarad, w tym anagramów, homonimów, logogryfów, rebusów, palindromów i małych form wierszowanych tzw. limeryków. Członkini Krakowskiego Klubu Szaradzistów „Agora”.
Przykłady palindromów:
- „Ada, rano żona rada”
- „miła, ja będę bajał im”[6]

### Józef Godzic
Józef Godzic (ur. 1930) – emerytowany elektryk i kinooperator z Rzeszowa. Autor wydanej w 1996 roku książki Echozdania, czyli palindromy, zawierającej tysiąc palindromów. Godzic opracował algorytm pozwalający na utworzenie ponad stu piędziesięciu bilionów palindromów. Algorytm ten zawarty jest w czterotomowym maszynopisie Taaaaaaaaaka księga, nazywanym także Księżycową Księgą, gdyż spisanie palindromów wygenerowanych przez algorytm dałoby książkę o grubości porównywalnej z odległością Ziemia – Księżyc; algorytm uhonorowano certyfikatem Guinnessa. Kolejny maszynopis Tysiąc razy „wte i wewte” zawiera tysiąc palindromów, częściowo nowych, a częściowo z wydanej uprzednio książki. Józef Godzic jest też autorem ponad stu kolorowych rysunków ilustrujących jego palindromy oraz dwóch megapalindromów. Maszynopisy można obejrzeć w Muzeum Palindromów, założonym przez Tadeusza Morawskiego.
Przykłady palindromów,:
- „A krowo, do worka!”
- „A Nil to kotlina?”
- „A to kanapa pana Kota.”
- „Akta ma matka.”
- „Ejże, trener też je!”
- „Ewo, nie łam ty bzy do wody zbyt małe i nowe.”
- „I bawi, i wabi.”
- „I co, idioci?”
- „I oko psa zaspokoi.”
- „Ilu to otuli?”
- „Łapał za kran, a kanarka złapał.”
- „Łapą kapo popa kąpał.”
- „Ławy mały wyłamywał.”
- „Może jutro ta dama sama da tortu jeżom.”
- „– Mów, dano im imiona? – Dwóm.”
- „Myto tu auto tym?”
- „Napotkała typa, zapytała: Kto pan?”
- „No i lub jej bulion.”
- „Rabinat dał Kazi zakład "Tani Bar".”
- „Te wdowy wołgą jadą żądają głowy w odwet.”
- „Że tak ładna Wanda łka też?”

### Tadeusz Morawski
Tadeusz Morawski (1940–2021) – profesor elektroniki pracujący w Instytucie Radioelektroniki Politechniki Warszawskiej, autor wielu książek i podręczników z teorii pola elektromagnetycznego i techniki mikrofalowej. Kilka lat temu zainteresował się palindromami i obecnie jest ich czołowym twórcą. Od 2005 roku wydano piętnaście książek z jego palindromami. Siedem z nich to autorskie zbiory: Gór ech chce róg, Zagwiżdż i w gaz, Zaradny dynda raz, Żartem dano nadmetraż, Raz czart – raz czar, Elf układał kufle, A guru ruga – każdy zawiera tysiąc palindromów. Książka Może jeż łże jeżom zawiera fraszki różnych autorów z jego palindromami. W książce Kobyła ma mały bok Morawski opisał historię polskich palindromów, z kolei książki Aga naga oraz Trafili, popili, fart to małe antologie palindromów erotycznych i pijackich. Publikacje A kilku tu klika, Wór mrów i Listy palindromisty zawierają palindromy i inne gry słowne.
Tadeusz Morawski wygłosił ponad sto odczytów o palindromach. Jest autorem trzech megapalindromów. Najdłuższy z nich liczy 33 tys. liter, a jego najdłuższy palindrom-wiersz – 4400 liter. Z wiersza tego można utworzyć ponad miliard miliardów krótszych rymowanych palindromów. Jego niekomercyjna strona www.palindromy.pl miała już osiem milionów wywołań.
Tadeusz Morawski utworzył w Nowej Wsi koło Serocka Muzeum Palindromów.
Przykłady palindromów:
- „Co mi dał duch – cud, ład i moc.”
- „Jeż leje lwa, paw leje lżej.”
- „Ile Roman ładny dyndał na moreli?”
- „Ada bąki piką bada.”

## Najdłuższy palindrom
Do niedawna rekord Polski dzierżył Julian Tuwim, którego palindrom liczy 92 litery:
A no, sam maj trapi; sanatora Kujaw martwi to, że ta sanacja bajca nas? a też! ot, i w tramwaju karota! nasi! partjam masona!
Został on pobity przez Stanisława Barańczaka palindromem liczącym 235 liter:
A car: „Bojarom rady róg od imago nacinaj i piel!” – a je jeża, i nawraca masona i suka złowi pensa; ja na to „Do gęby ryż, o bracia moi, włóżmy tym umytym żółwiom, a i car boży rybę – Godota na jasne piwo łzą kusi (a nosa ma car Wania, że jej!...) – ale i, pijanica, nogami do góry darmo raj obraca!”.
Na prowadzonej przez siebie stronie www.palindromy.pl Tadeusz Morawski umieścił najdłuższy na świecie palindrom, mający ponad 33 tysiące liter (dotychczas najdłuższym był palindrom angielski mający około 17 tys. liter).

## Palindromy liczbowe
Palindromami mogą być liczby w danym systemie liczbowym, od najprostszych, dwucyfrowych, począwszy. Każdy palindrom liczbowy w systemie dziesiętnym złożony z parzystej liczby cyfr jest podzielny przez 11 (np. 279972:11=25452).
Dowód: Oznacza się wielokrotną powtórkę jakiejś grupy cyfr przez nawias z indeksem, np. 120101014=12(01)34. Każdą liczbę postaci xn=1(0)2n1 można zapisać matematycznie jako xn=(9)2n1+10=(99)n0+11=11×((90)n+1), liczby te są więc zawsze podzielne przez 11. Dowolny palindrom o parzystej liczbie cyfr można zapisać jako sumę liczb xn (np. 279972=2x2+70x1+900x0), więc palindromy takie jako sumy wielokrotności 11 są także podzielne przez 11.
Ogólnie dla systemu o podstawie n palindromy o parzystej liczbie cyfr są podzielne przez n+1.

## Fobia
Nazwą aibofobia określa się lęk przed palindromami. Takie zaburzenie lękowe w rzeczywistości nie istnieje i jest jedynie formą żartu. Wyrażenie aibofobia samo w sobie też jest palindromem.